# صائد الثعالب الأمريكي
صائد الثعالب الأمريكي هو سلالة من الكلاب يرتبط ارتباطًا وثيقًا بـ صائد الثعالب الإنجليزي. هو من كلاب الصيد بالرائحة ولدت لاصطياد الثعالب عن طريق الرائحة. ساهم جورج واشنطن في تطوير السلالة.

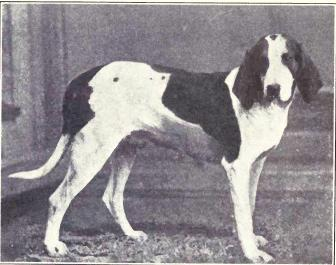
صائد ثعالب أمريكي عام 1915.

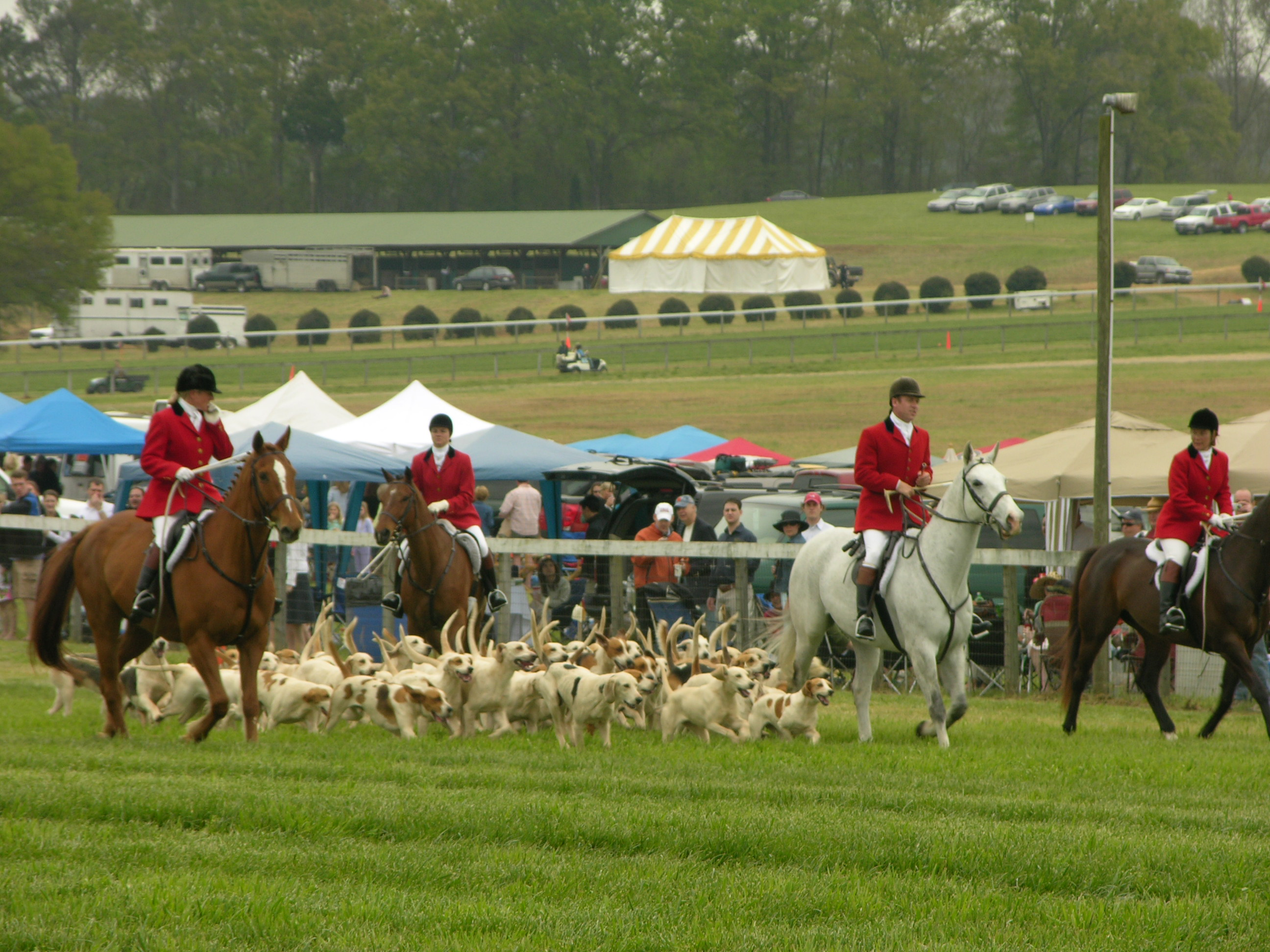
كلاب صائد الثعالب الأمريكية في حلبة سباق الحواجز في أطلنطة